# Kleinia

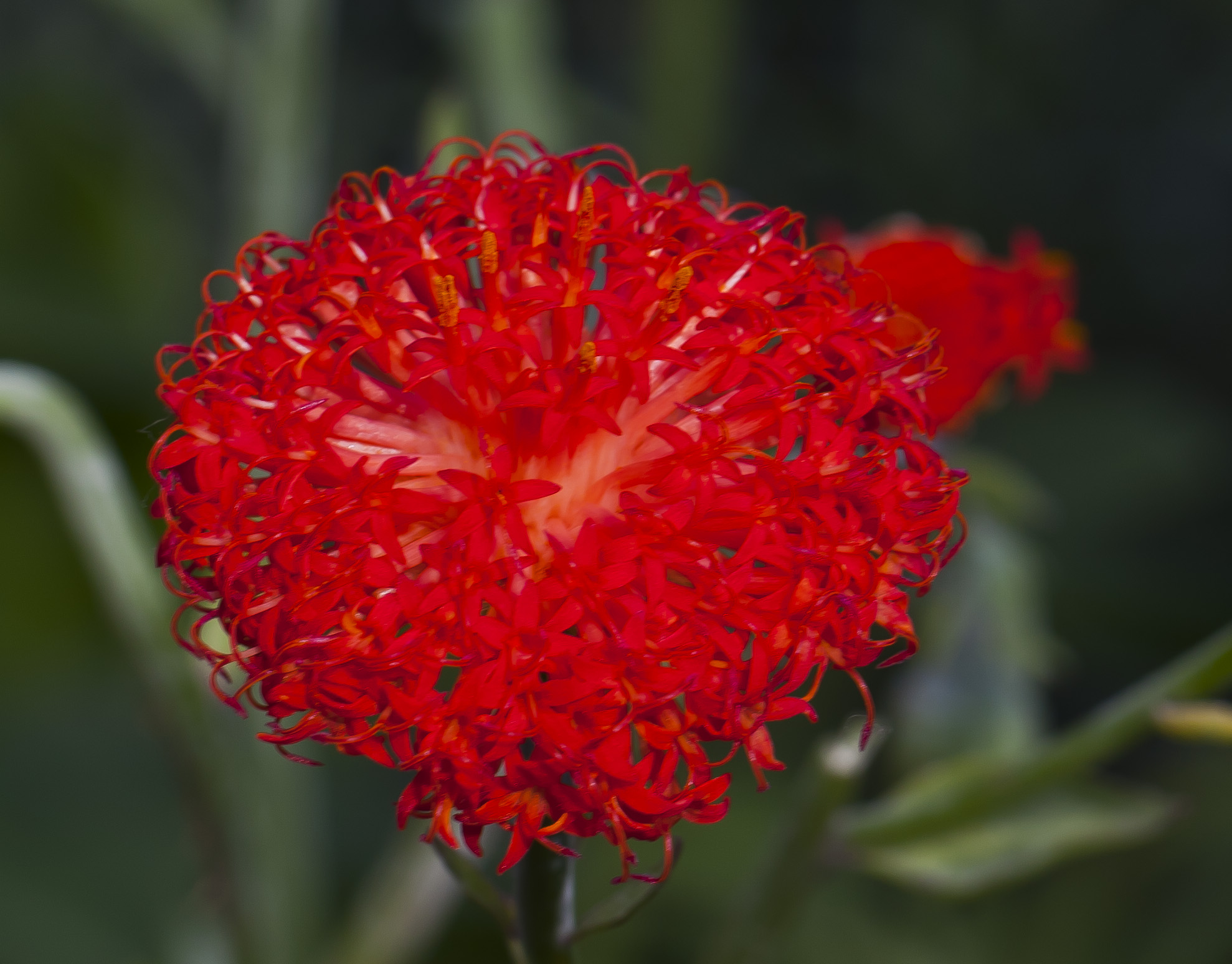
Kleinia abyssinica

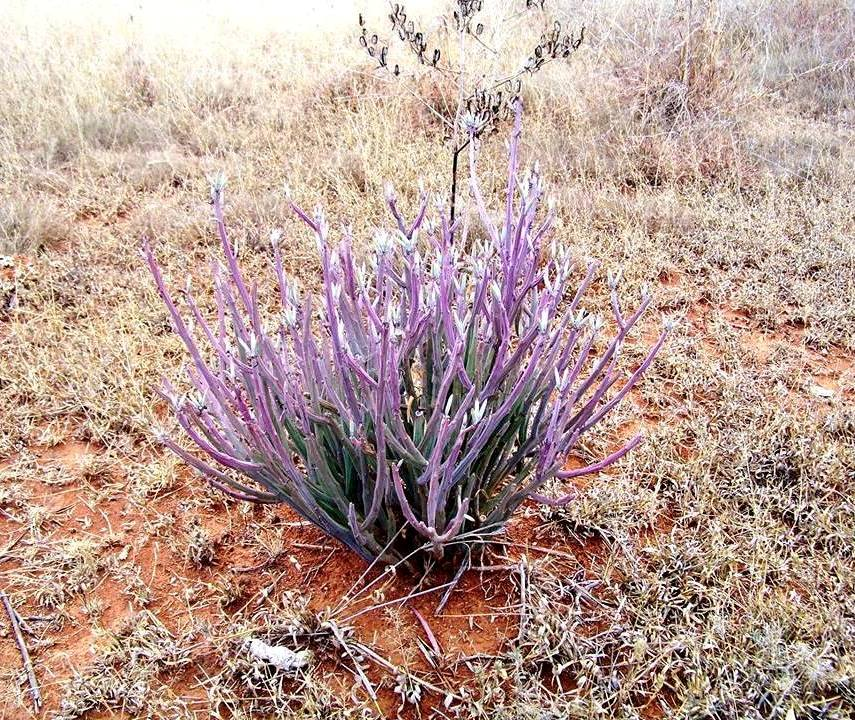
Kleinia longiflora

A Kleinia a fészkesvirágzatúak (Asterales) rendjébe és az őszirózsafélék (Asteraceae) családjába tartozó nemzetség.
A Kleinia nemzetségbe sorolt fajok korábban az aggófüvek (Senecio) nemzetségébe tartoztak.

## Rendszerezés
A nemzetségbe az alábbi 54 faj tartozik (meglehet, hogy a lista nem teljes):
- Kleinia abyssinica (A.Rich.) A.Berger
- Kleinia amaniensis (Engl.) A.Berger
- Kleinia anteuphorbium (L.) Haw.
- Kleinia articulata (L.f.) Haw.
- Kleinia breviflora C.Jeffrey
- Kleinia caespitosa Thulin
- Kleinia cephalophora Compton
- Kleinia cliffordiana (Hutch.) C.D.Adams
- Kleinia cuneifolia DC.
- Kleinia curvata Thulin
- Kleinia descoingsii (Humbert) C.Jeffrey
- Kleinia dolichocoma C.Jeffrey
- Kleinia fulgens Hook.f.
- Kleinia galpinii Hook.f.
- Kleinia gracilis Thulin
- Kleinia grandiflora (wallich ex DC.) N.Rani
- Kleinia grantii (Oliv. & Hiern) Hook.f.
- Kleinia gregorii (S.Moore) C.Jeffrey
- Kleinia gypsophila J.-P.Lebrun & Stork
- Kleinia hanburyana A.Berger
- Kleinia herreiana (Dinter)
- Kleinia implexa (P.R.O.Bally) C.Jeffrey
- Kleinia isabellae Dioli & Mesfin
- Kleinia kleinioides (Sch.Bip.) M.Taylor
- Kleinia leptophylla C.Jeffrey
- Kleinia longiflora DC.
- Kleinia lunulata (Chiov.) Thulin
- Kleinia madagascariensis (Humbert) P.Halliday
- Kleinia mandraliscae Tineo
- Kleinia mweroensis (Baker) C.Jeffrey
- Kleinia negrii Cufod.
- Kleinia neriifolia Haw.
- Kleinia nogalensis (Chiov.) Thulin
- Kleinia odora (Forssk.) DC.
- Kleinia ogadensis Thulin
- Kleinia oligondonta C.Jeffrey
- Kleinia patriciae C.Jeffrey
- Kleinia pendula (Forssk.) DC.
- Kleinia petraea (R.E.Fr.) C.Jeffrey
- Kleinia picticaulis (P.R.O.Bally) C.Jeffrey
- Kleinia repens (L.) Haw.
- Kleinia rowleyana (Jacobsen) G.Kunkel
- Kleinia sabulosa Thulin
- Kleinia schwartzii L.E.Newton
- Kleinia schweinfurthii (Oliv. & Hiern) A.Berger
- Kleinia scottii (Balf.f.) P.Halliday
- Kleinia scottioides C.Jeffrey
- Kleinia squarrosa Cufod.
- Kleinia stapeliiformis (E.Phillips) Stapf
- Kleinia talinoides DC.
- Kleinia tortuosa Thulin
- Kleinia triantha Chiov.
- Kleinia tuberculata Thulin
- Kleinia vermicularis C.Jeffrey